# Paraguay i olympiska vinterspelen 2014
Paraguay deltog med en deltagare vid de olympiska vinterspelen 2014 i Sotji. Landets deltagare erövrade ingen medalj.

## Freestyle
- Julia Marino